# Gnophos lafauryata
Gnophos lafauryata är en fjärilsart som beskrevs av Charles Oberthür 1913. Gnophos lafauryata ingår i släktet Gnophos och familjen mätare. Inga underarter finns listade i Catalogue of Life.